# Scarabaeus obsoletepunctatus
Scarabaeus obsoletepunctatus är en skalbaggsart som beskrevs av Vladimir Balthasar 1940. Scarabaeus obsoletepunctatus ingår i släktet Scarabaeus och familjen bladhorningar. Inga underarter finns listade i Catalogue of Life.